# レコード管理サービス
レコード管理サービス (英: Record Management Services、RMS)はVMS、RSTS/E、RT-11、ハイエンドRSX-11オペレーティングシステムのプロシージャであり、プログラムがファイルとファイル内のレコードを処理するために呼び出す。 ファイル形式と手順は、メインフレームのOS向けのIBMアクセスメソッド や他のベンダーによるファイル/レコード管理方法と似ている。VMS RMSは、システムソフトウェアの実行に不可欠で、プロシージャはエグゼクティブモードで実行される。RMSはRT-11やRSTS/Eに統合されていなかったが「レイヤード製品」として利用可能だった。

## 概要
RMSは、次の4つのレコードアクセス方法をサポートする。
- シーケンシャルアクセス
- 相対レコード番号アクセス
- レコードファイルアドレスアクセス
- インデックス付きアクセス

RMSは、次の4つのレコード形式をサポートする。
- 固定長
- 可変長
- 固定長制御ブロックを使用した可変レコード長
- ストリームファイル（終了文字で区切られたレコード）
  - ストリーム：CRLFで終了されたレコード
  - STREAM_CR：CRで終了したレコード
  - STREAM_LF：LFで終了したレコード

Digitalは、RMSファイルの構造を定義するために使用できるファイル定義言語（FDL）を提供した。